# サラヴァト市電
サラヴァト市電（ロシア語: Салаватский трамвай）は、ロシア連邦・バシコルトスタン共和国の都市・サラヴァトに存在する路面電車である。

## 概要・歴史
ソビエト連邦（ソ連）時代の1957年7月29日に開通した、サラヴァト市内に路線を有する路面電車。サラヴァト中心部と工業地帯を結びサラヴァト市内を南北に縦断する1本の路線を有しており、1967年まで延伸が実施された。同年から1971年にかけては沿線に工場を有する「18番複合工場（комбината № 18）」と「ガラス技術工場（завода техстекла）」の2社による運行が行われていたが、線路や施設、車両の保守に難が生じた事や賃金の低さが課題となり、1971年から1974年にかけてサラヴァト市の公営事業へ移管された経緯を持つ。2021年現在は単一企業体のサラヴァト路面電車管理（МУП «Трамвайное управление» г. Салавата）による運営が行われている。

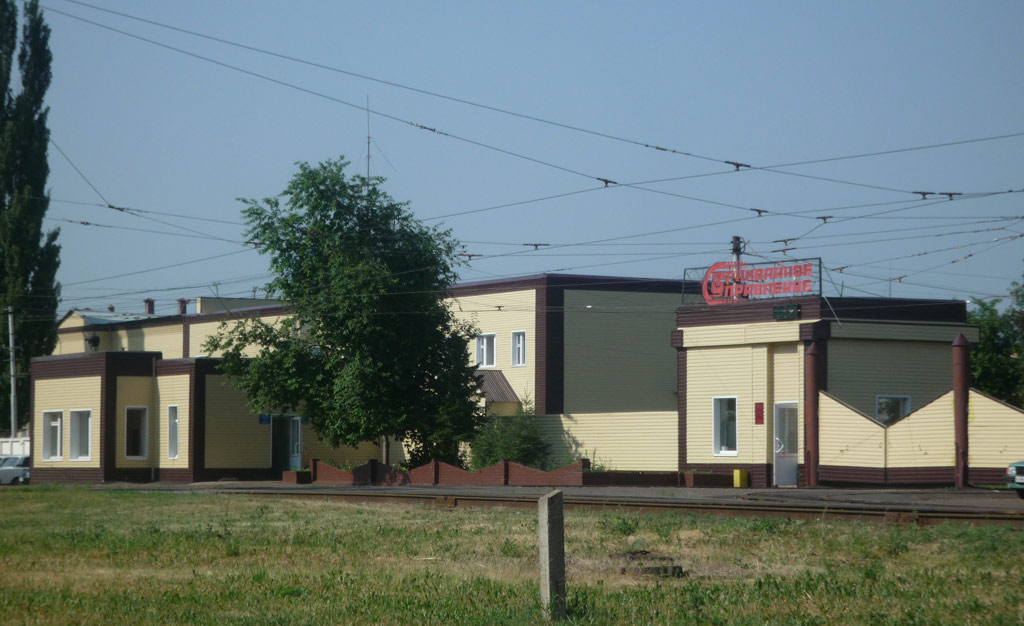
サラヴァト市電の車庫（2010年撮影）

2021年時点で以下の4つの系統による運行が行われており、運賃は20ルーブルである。
| 系統番号 | 起点                                    | 終点                | 備考・参考             |
| -------- | --------------------------------------- | ------------------- | ---------------------- |
| 1        | Управление ОАО "Газпромнефтехимсалават" | Ленинградская       | [ 5 ]                  |
| 2K       | Хлебозавод                              | Ленинградская улица | 平日ラッシュ時のみ運行 |
| 2        | Хлебозавод                              | ОАО "Салаватстекло" | 平日ラッシュ時のみ運行 |
| 3        | Управление ОАО "Газпромнефтехимсалават" | ОАО "Салаватстекло" | [ 8 ]                  |

## 車両
2021年現在、サラヴァト市電で使用されている営業用車両は以下の通りである。2009年に最後の新型車両（KTM-19KT）が導入されて以降、車両の増備が実施されていない状態が続いている。
| 車両形式 | 車両形式 | 備考・参考           |
| -------- | -------- | -------------------- |
| 71-605   | 71-605   |                      |
| 71-605   | 71-605A  |                      |
| 71-608   | 71-608K  |                      |
| 71-608   | 71-608KM |                      |
| 71-619   | 71-619KT |                      |
| 71-134   | 71-134K  | 2021年現在運用離脱中 |